# Turka (dopływ Wkry)
Turka, struga, lewy dopływ Wkry o długości 18,76 km. Płynie przez Nizinę Północnomazowiecką, w województwie mazowieckim.
Struga wypływa w pobliżu miejscowości Wyrzyki w Gminie Świercze, a do Wkry uchodzi poniżej Popielżyna-Zawad.